# Staatsarchiv Bamberg
Das Staatsarchiv Bamberg ist das für den Regierungsbezirk Oberfranken (mit Ausnahme der kreisfreien Stadt Coburg und des Landkreises Coburg) zuständige bayerische Staatsarchiv mit Sitz in Bamberg.

## Geschichte
Das aus der durch Jesuiten betreuten Bibliothek der Universität Bamberg und bischöflichen Privatbibliotheken hervorgegangene Archiv des ehemaligen Hochstifts Bamberg in der Neuen Residenz wurde nach der Annexion durch Bayern um Handschriften und Drucke aus den Bamberger Stiften und Klöstern wie den Klosterbibliotheken der Franziskaner, Dominikaner und Karmeliten sowie der Benediktinerabteien Michelsberg und Banz, der Zisterzienserabtei Langheim und dem Sommersitz der Fürstbischöfe, Schloss Seehof bei Bamberg, erweitert. Das Archiv wurde 1812 dem Königlich Bayerischen Allgemeinen Reichsarchiv in München als Außenarchiv unterstellt. Nach Abtretung des vormals preußischen Fürstentums Bayreuth durch Frankreich an Bayern gelangten zwischen 1813 und 1818 auch das Bayreuther und das Plassenburger Archiv nach Bamberg, wo sie im aufgehobenen Karmelitenkloster gelagert wurden. In der Folgezeit wurden diese Bestände mit dem Archiv in der Neuen Residenz vereinigt. Sie wurden 1852 in K. Archivkonservatorium umbenannt, 1875 in K. Kreisarchiv Bamberg. Seit 1921 trägt es den heutigen Namen Staatsarchiv Bamberg.
Die neubarocken Archivgebäude an der Hain- und Sodenstraße – ein dreiflügeliges schlossartiges Magazingebäude und das durch einen Zwischengang angebundene Verwaltungsgebäude – wurden in den Jahren 1902 bis 1905 nach Entwürfen von Fritz Fuchsenberger und der Obersten Baubehörde in München ausgeführt. Die Archivgebäude wurden 1959/61 durch den Neubau eines Magazins an der Sodenstraße erweitert.

## Bestände
Die Bestände des Staatsarchivs Bamberg umfassen:

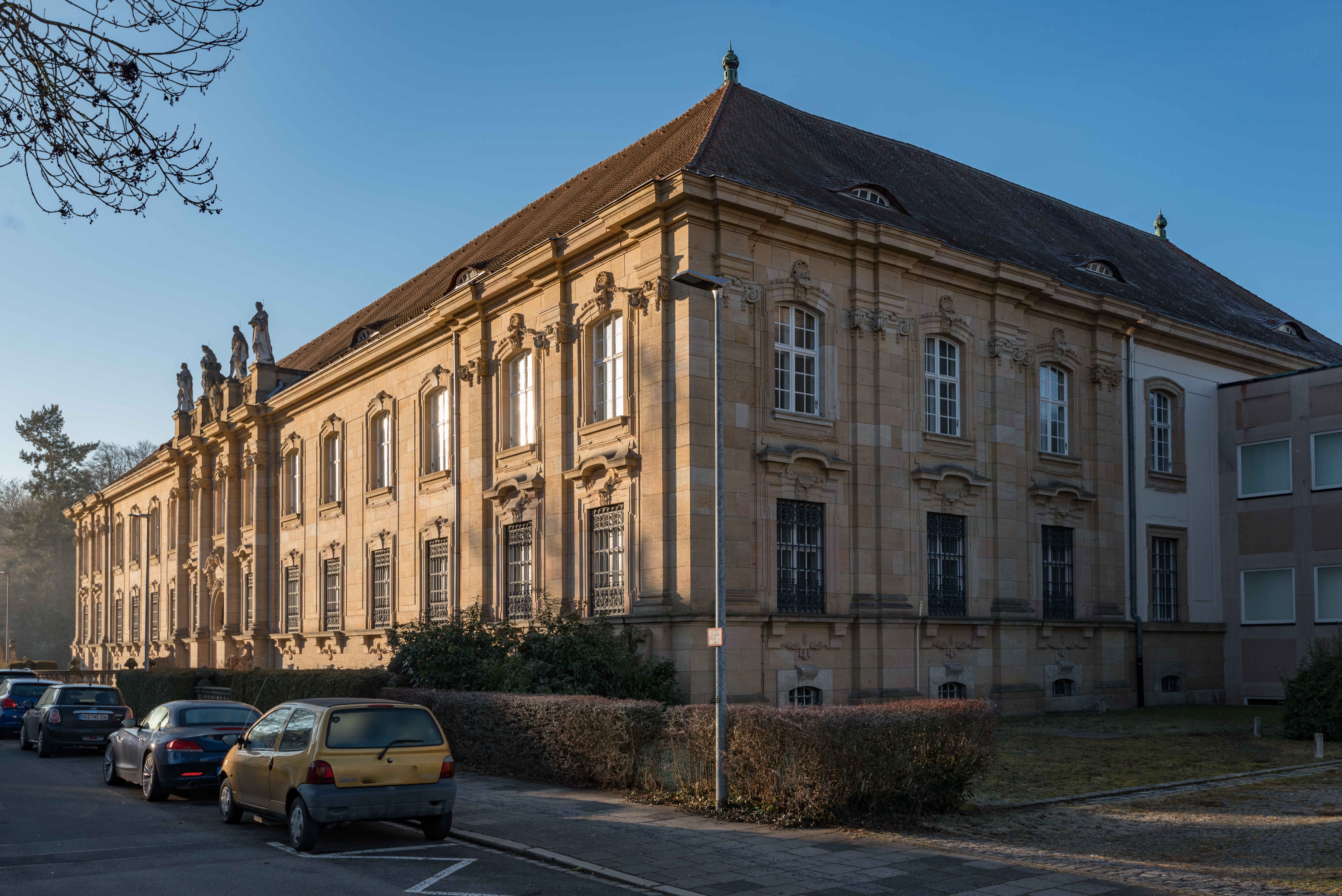
Staatsarchiv Bamberg, Ansicht Sodenstraße mit vier Figuren auf der Attika von Anton Hess

- die im östlichen Teil des ehemaligen Fränkischen Reichskreises gelegenen Territorien, insbesondere das Hochstift und Domkapitel Bamberg und das Markgraftum Brandenburg-Kulmbach-Bayreuth;

- staatliche Mittel- und Unterbehörden sowie Gerichte im Regierungsbezirk Oberfranken ab Anfang des 19. Jahrhunderts.

Für die kreisfreie Stadt und den Landkreis Coburg ist das Staatsarchiv Coburg als das Archiv des ehemaligen Herzogtums Sachsen-Coburg und Gotha zuständig.
Der Umfang des Staatsarchivs Bamberg beträgt rund 26.726 lfm. mit ca. 2,66 Millionen Archivalieneinheiten (Stand: Januar 2021).
Die Amtsbibliothek umfasst ca. 20.000 Bände und Sonderdrucke, darunter eine Inkunabel, ca. 400 Drucke vor 1800 und ca. 6.000 Drucke des 19. Jahrhunderts.